# East Kingston
East Kingston är en kommun (town) i Rockingham County i delstaten New Hampshire, USA med cirka 2 357 invånare (2010). 

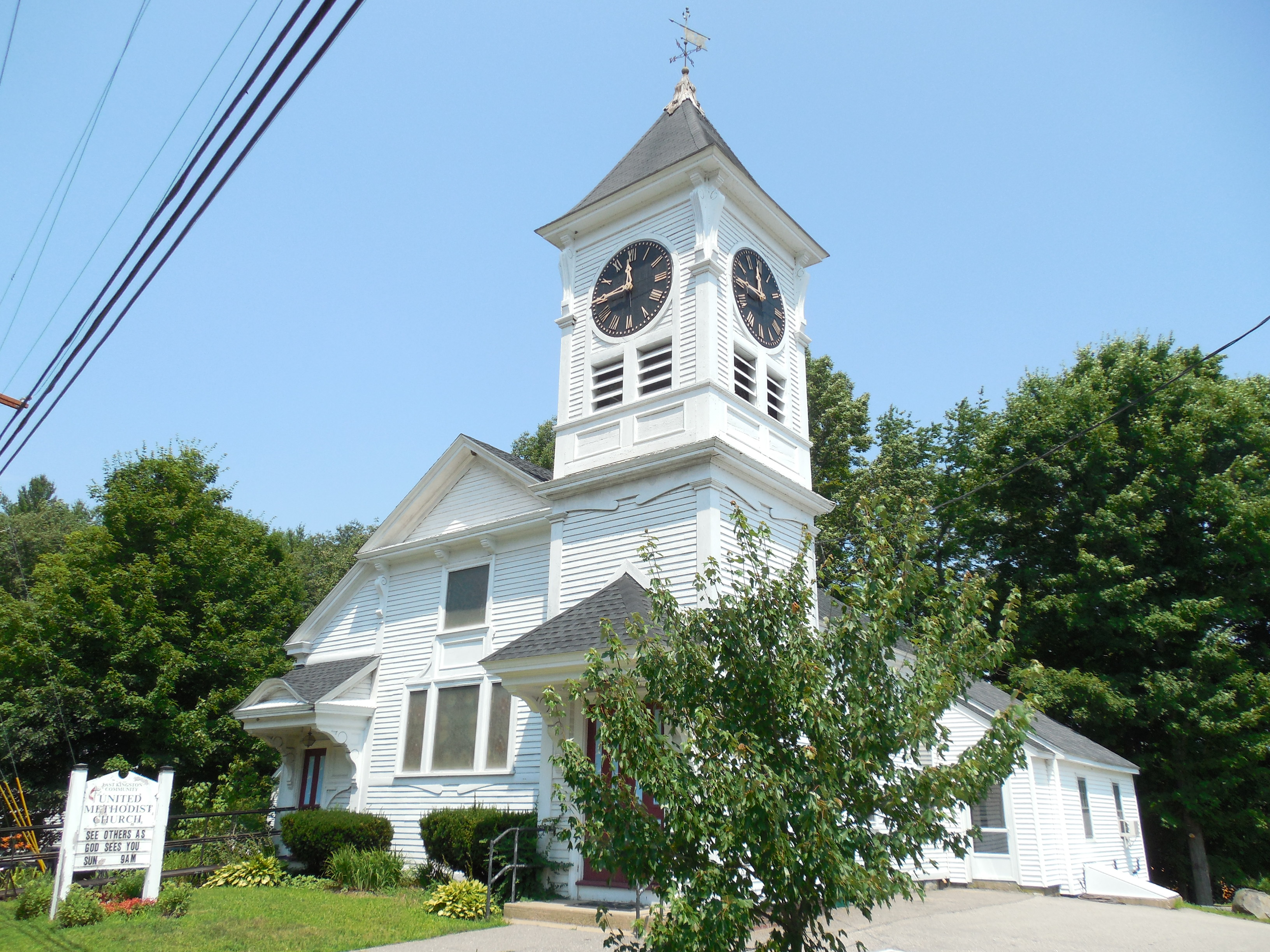